# Escudo de París
En el escudo de la ciudad de París figura, en un campo de gules (rojo) un barco de plata sobre ondas del mismo metal aumentado de un jefe de azur sembrado de flores de lis de oro que fue el antiguo "Jefe de Francia". Debajo de la punta, escrito en una cinta, el lema de la ciudad: «Fluctuat nec mergitur», que significa "Navega, sin ser nunca sumergido".
El todo rodeado por una corona formada por una rama de roble y otra de laurel y, colocadas en la parte inferior, las medallas francesas de la Orden de la Legión de Honor, la Orden de la Liberación y la Cruz de Guerra 1914-1918. Al timbre una corona mural de oro de ocho torres, vistas cinco, aclarada del mismo metal (color) y mampostada de sable.
El barco que figura en el escudo y al que alude el lema de la ciudad es el Scilicet símbolo de la antigua Cofradía de los Marchantes del Agua, formada por comerciantes del Sena, que se hizo cargo de la Corporación Municipal de la Ciudad de París durante la Edad Media.
La franja de azur sembrada de flores de lis contiene los elementos del escudo de los antiguos reyes de Francia y figura en el Jefe (parte superior del escudo) de muchos escudos municipales franceses.
Las medallas que pueden verse en el escudo son condecoraciones francesas que han sido concedidas a la Ciudad de París: La Legión de Honor que es la distinción de mayor rango de Francia, La Cruz de Guerra 1914-1918 otorgada al finalizar la I Guerra Mundial y la Orden de la Liberación por el final de la ocupación alemana en 1944.

Armas de París otorgadas por Napoleón I en 1811.
El hasta entonces tradicional "Jefe de Francia", azur sembrado de lises, fue sustituido por uno de gules, cargado con tres abejas de oro. En la proa del navío se incluyó una evocación a la diosa Isis.